# 캐나다 연방
캐나다 연방(영어: Canadian Confederation, 프랑스어: Confédération canadienne) 또는 캐나다의 연방화는 1863년 캐나다 연해주의 단일화 협상을 시작으로, 1867년 영국령 북아메리카 법이 통과될 때까지 약 3년 간 캐나다에 있던 영국령 북아메리카의 식민지인 캐나다주, 노바스코샤주, 뉴브런즈윅주가 제안한 하나의 연방, 그리고 연방 설립을 위한 과정을 일컫는다. 1867년 7월 1일 영국령 북아메리카 법의 통과로 캐나다 자치령이 설립되었고, 캐나다는 온타리오주, 퀘벡주, 노바스코샤주, 뉴브런즈윅주로 구성되었다. 
캐나다에 대한 연방화 논의는 1863년 7월부터 9월까지 뉴브런즈윅의 부총독이었던 아서 해밀턴고든이 뉴브런즈윅 주지사였던 새뮤얼 레오나르드 틸리와 노바스코샤 주지사였던 찰스 터퍼를 설득하여 캐나다 연해주를 단일화할 것을 제안한 것에 시작되었다. 이후 1864년 6월부터 캐나다의 정치적 개혁에 대한 논의가 오갔고, 1864년 9월 샬럿타운 회의와 10월 퀘벡 회의를 통해 캐나다 연방의 법적 기틀이 마련되었다. 1866년 런던 회담을 통해 샬럿타운 회의와 퀘벡 회의에서 합의한 내용이 영국 정부에 전달되었고, 1867년 3월 29일 빅토리아 여왕이 영국령 북아메리카 법을 제정하고 1867년 7월 1일 영국 정부에서 법을 통과시킴으로서 캐나다 자치령이 탄생했다. 1867년 8월 7일부터 9월 20일까지 캐나다 자치령에서 첫 연방 선거가 진행되어 존 알렉산더 맥도널드가 캐나다의 총리직을 유지하였고, 1867년 11월 6일에는 캐나다 제1대 의회가 구성되었다. 캐나다의 헌법은 1867년 영국령 북아메리카 법에 기초하였다. 
샬럿타운 회의와 퀘벡 회의에 참석했던 프린스에드워드아일랜드주는 1873년 7월 1일 캐나다 자치령에 가입했으며, 영국의 식민지였던 브리티시컬럼비아도 1871년 7월 20일 캐나다 자치령에 가입했다. 퀘벡 회의에 사절단을 파견했던 뉴펀들랜드 식민지는 1949년까지 캐나다 자치령에 가입하지 않았다.

## 역사

### 식민지 캐나다

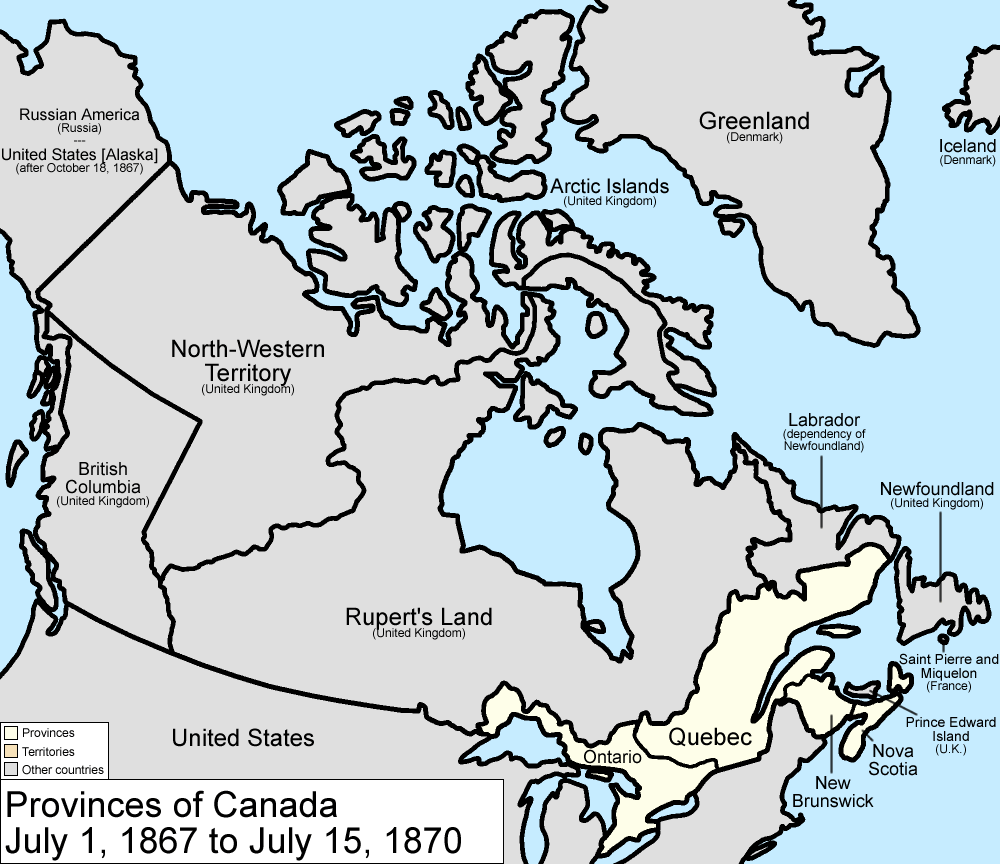
1867년 캐나다 연방 설립 당시 캐나다의 지도. 노스웨스턴 준주와 루퍼츠랜드, 그리고 브리티시컬럼비아는 여전히 영국이 소유하고 있었다.

1867년 7월 1일에 캐나다 연방에 참여한 모든 전 식민지와 영토는 처음에는 누벨프랑스의 일부였으며, 한때 프랑스의 지배를 받았다. 노바스코샤는 1621년에 제임스 1세의 헌장에 따라 윌리엄 알렉산더 경에게 부여되었다. 이 주장은 아카디아에 대한 프랑스의 주장과 겹쳤고, 스코틀랜드 식민지인 노바스코샤는 짧은 기간 동안 존속했으나, 정치적 이유로 프랑스와 18세기 영국은 캐나다 동북부에 대한 이해 관계와 통제권을 둘러싼 길고 치열한 싸움을 벌였다. 영국은 1713년 위트레흐트 조약을 통해 오늘날의 노바스코샤 본토를 획득했으며, 영국 정부는 아카디아 주민들을 1755년 아카디아에서 추방했다. 그들은 아카디아를 "노바스코샤"로 개명하였으며, 여기에는 오늘날의 뉴브런즈윅도 포함되었다. 누벨프랑스의 남은 지역들은 7년 전쟁에서 누벨프랑스가 패배한 이후 영국이 차지했으며, 1763년 파리 조약으로 마무리되었다. 1763년부터 1791년까지 누벨프랑스 대부분은 퀘벡주가 되었다. 그러나 1769년 오늘날의 프린스에드워드아일랜드는 아카디아의 일부였으며, "세인트 존스 섬"으로 개명되어 별도의 식민지로 조직되었다. 1798년에는 켄트 및 스트래서른 공작 에드워드 왕자를 기리기 위해 "프린스 에드워드 아일랜드"로 이름이 변경되었다.
오늘날 캐나다가 될 지역에서 영국이 처음으로 정착을 시도한 곳은 뉴펀들랜드였으며, 이 지역은 1949년에야 연방에 가입했다. 브리스톨 상인 기업가 협회는 이미 1610년에 쿠퍼스 코브에 뉴펀들랜드와 래브라도에 정착하기 시작했으며, 뉴펀들랜드 역시 프랑스의 식민지 사업의 대상이 되었다.
미국 독립 전쟁 이후, 약 50,000명의 연합 제국 충성파가 영국령 북아메리카로 피신했다. 영국은 노바스코샤 서부 지역에 정착한 충성파들을 위해 1784년에 뉴브런즈윅이라는 별도의 주를 만들었다. 노바스코샤(뉴브런즈윅 포함)는 영국 충성파들의 인구 유입 중 절반 이상을 수용했으나, 많은 충성파들이 퀘벡주에도 정착했으며, 이 현상으로 인해 1791년 헌법에 따라 퀘벡주는 주로 영어권의 어퍼캐나다와 주로 프랑스어권의 로어캐나다로 분리되었다. 미영 전쟁과 1818년 조약을 통해 캐나다 서부에서 로키산맥과 오대호까지의 미국과 영국령 북아메리카의 국경은 북위 49도선으로 설정되었다.
1837년에 시작된 반란 이후, 더럼 경은 그의 더럼 보고서에서 어퍼캐나다와 로어캐나다를 캐나다주로 합병하고, 새로운 주가 책임정부로 되어야 한다고 권고했다. 더럼 보고서의 결과로, 영국 의회는 1840년 연합법을 통과시켰고, 1841년에 캐나다주가 설립되었다. 새로운 주는 옛 어퍼캐나다인 캐나다 웨스트와 옛 로어캐나다인 캐나다 이스트로 나뉘었다. 캐나다 총독 엘긴 경은 1848년 노바스코샤를 시작으로 캐나다 전체에 장관책임제를 허용했다. 이후 영국 정부는 프린스 에드워드 아일랜드(1851년), 뉴브런즈윅(1854년), 그리고 뉴펀들랜드(1855)에도 책임 정부를 확장하였다.
캐나다의 태평양 연안 지역은 1846년 오리건 조약 이후 허드슨 베이 회사의 컬럼비아 구역과 뉴칼레도니아 구역으로 나뉘었다. 1871년 캐나다에 가입하기 전, 브리티시컬럼비아는 별개의 식민지인 브리티시컬럼비아 식민지 (1855년 수립)와 밴쿠버섬 식민지로 구성되어 있다가 1866년 새로운 브리티시컬럼비아 식민지로 병합되었다. 이 외에도 루퍼츠랜드와 노스웨스턴 준주, 그리고 북극제도도 캐나다주가 설립될 당시 영국의 지배를 받는 왕령 식민지였다.

### 초기 시도
북아메리카의 여러 식민지를 합치려는 구상은 이미 1814년에 제기되었다. 그해 로어캐나다의 최고법원장인 조너던 스웰은 자신의 보고서인 북아메리카의 영국 식민지 연방 연합 계획의 사본을 퀘벡시에서 함께 거주했던 에드워드 왕자에게 보냈다. 이에 대해 에드워드는 “모든 것이 완벽하게 잘 배열되었다”고 답하며, 어퍼캐나다와 로어캐나다로 이루어진 하나의 주와 해양 식민지로 이루어진 또 다른 주로 구성된 통합된 캐나다를 제안하였다. 또한 에드워드 왕자는 각 주에는 부총독과 행정 위원회를 두고, 통합된 식민지의 수도 중 하나는 몬트리올에, 다른 하나는 애나폴리스 로열 또는 윈저에 위치하도록 제안하였다. 더럼 경은 1839년 "영국령 북아메리카 문제에 대한 보고서"에서 통합에 대한 구상을 제시했으며, 이는 1840년 연합법으로 이어졌다. 1857년부터 조제프샤를 타셰는 쿠리에 뒤 캐나다에 연재된 33개의 기사에서 연방 설립을 제안했다. 2년 뒤인 1859년 알렉산더 틸로치 갈트, 조르주에티엔 카르티에, 존 로스는 영국으로 건너가 영국 의회에 영국령 북아메리카 식민지의 연방화를 제시했지만, 영국 의회는 이를 정중히 거부했다.

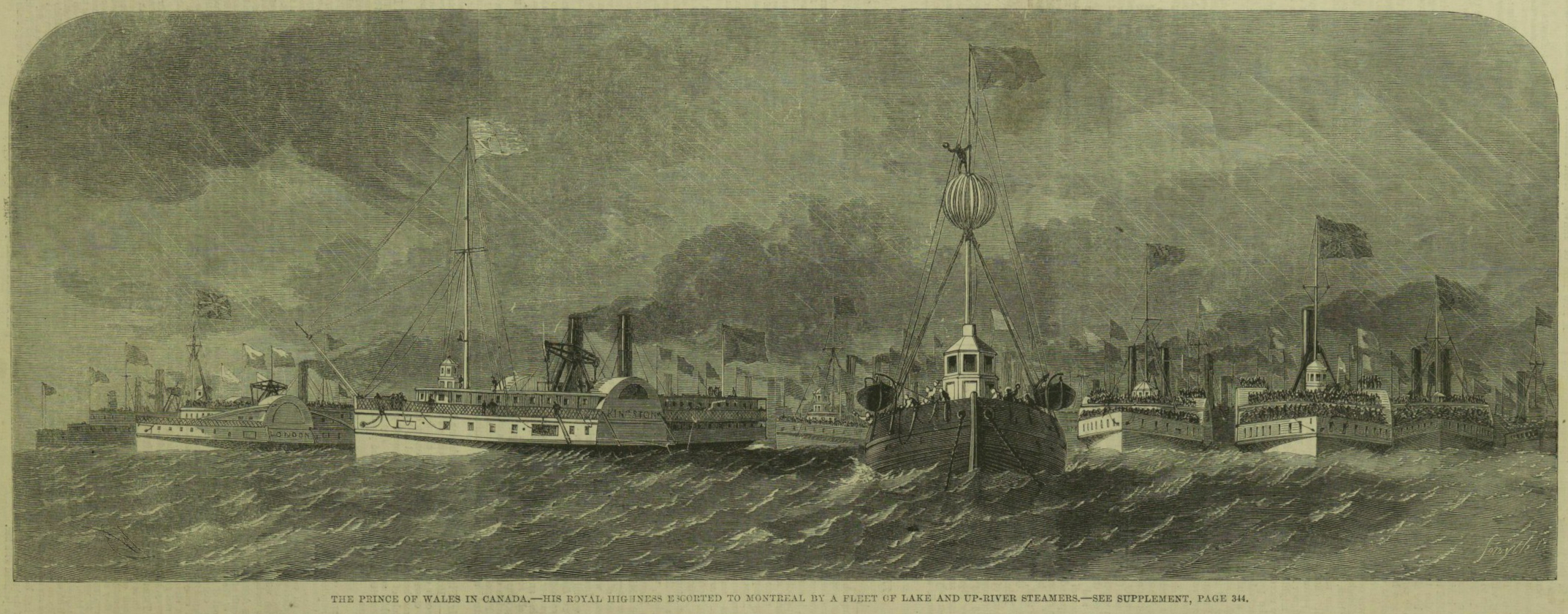
1860년 캐나다를 방문하는 앨버트 에드워드 왕자.

그러나 1860년 빅토리아 여왕의 아들인 앨버트 에드워드 왕자(훗날 에드워드 7세)의 북아메리카 순방은 주민들 사이의 공통 유대를 확인하며 식민지 통합에 기여했다. 실제로 영국의 군주는 "새로운 캐나다 연합을 결속하는 데 중요한 법적 및 상징적 역할"을 수행했다. 더욱이, 1864년부터는 1840년 연합법에 따라 캐나다주를 계속 통치하는 것이 실현 불가능해진 것이 명확해졌고 이에 따라 정치 체제를 개혁하기 위해 영국령 북아메리카의 지도자들 사이에 대연정, 즉 '위대한 연합'이 형성되었다. 빅토리아 여왕은 "우리가 캐나다를 지킬 수 없다는 것이 불가능해졌지만, 우리는 이를 위해 싸워야 한다. 그리고 최선의 해결책은 영국 귀족의 통치 아래 캐나다를 독립 왕국으로 놓아주는 것이다"라고 언급했다.

## 같이 보기
- 캐나다의 역사
- 캐나다의 영토 변화